# أبو ثابت عامر
أبو ثابت عامر (683 - 708 ه‍ / 1284 - 1308 م) هو من سلطان مريني، تولى الحكم عقب مصرع أبيه السلطان أبي يعقوب يوسف الناصر. عامر بن عبد الله بن يوسف بن يعقوب المريني، السلطان أبو ثابت. حكم لأقل من سنتين، وتوفي في صفر سنة 708 هـ (يوليو 1308 م) أثناء حصاره لمدينة سبتة، فخلفه أخوه أبو الربيع سليمان في الحكم. أمر ببناء مدينة تيطاوين (تطوان) لنزول عسكره أثناء حصار سبتة.